# Премія «Сезар» за найкращий адаптований сценарій
«Премія „Сезар“ за найкращий адаптований сценарій» (фр. César de la meilleure adaptation) — одна з головних нагород Академії мистецтв та технологій кінематографа Франції, які вручають за найкращу адаптацію літературної основи для фільмів у рамках національній кінопремії «Сезар». Премію присуджували у 1983, 1984, 1985 роках, а з 2006 року — регулярно. Раніше (починаючи з першої церемонії у 1976 році) мала назву Премія «Сезар» за найкращий оригінальний або адаптований сценарій.

## Переможці та номінанти
Нижче наведено список фільмів, що отримали цю премію, а також номінанти. Імена переможців виділено окремим кольором

## 1983–1985
| Рік  | Українська назва     | Оригінальна назва            | Автори                                          |
| ---- | -------------------- | ---------------------------- | ----------------------------------------------- |
| 1983 | ★Північна зірка      | L'Étoile du Nord             | Жан Оранш, П'єр Граньє-Дефер та Мішель Грізолія |
| 1983 | Дантон               | Danton                       | Жан-Клод Карр'єр та Яцек Гасіоровський          |
| 1983 | Знедолені            | Les Misérables               | Ален Деко та Робер Оссейн                       |
| 1983 | Геката               | Hécate, maîtresse de la nuit | Паскаль Жарден та Даніель Шмід                  |
| 1984 | ★Убивче літо         | L'Été meurtrier              | Себастьян Жапрізо                               |
| 1984 | Від імені усіх своїх | Au nom de tous les miens     | Робер Енріко                                    |
| 1984 | Чао, блазень         | Tchao Pantin                 | Клод Беррі та Ален Пейдж                        |
| 1985 | ★Неділя за містом    | Un dimanche à la campagne    | Бертран Таверньє та Коло Таверньє               |
| 1985 | Така моя воля        | Le Bon Plaisir               | Франсіс Жиро та Франсуаза Жиро                  |
| 1985 | Публічна жінка       | La Femme publique            | Домінік Гарньє та Анджей Жулавський             |

Премія «Сезар» за найкращий оригінальний або адаптований сценарій присуджувалася з 1986 по 2005 роки.

### 2000-і
| Рік  | Українська назва                       | Оригінальна назва                          | Автори                                                |
| ---- | -------------------------------------- | ------------------------------------------ | ----------------------------------------------------- |
| 2006 | ★І моє серце завмерло                  | De battre mon cœur s'est arrêté            | Жак Одіар та Тоніно Бенаквіста                        |
| 2006 | Гільйотина                             | Le couperet                                | Коста-Гаврас та Жан-Клод Грумберг                     |
| 2006 | В його руках                           | Entre ses mains                            | Анн Фонтен та Жульєн Буаван                           |
| 2006 | Габріель                               | Gabrielle                                  | Патріс Шеро та Анна-Луїза Трівідік                    |
| 2006 | Той, що прогулюється по Марсовому полю | Le promeneur du Champ-de-Mars              | Жорж-Марк Бенаму та Жиль Торан                        |
| 2007 | ★Леді Чаттерлей                        | Lady Chatterley                            | Роже Бобо, Паскаль Ферран та П'єр Трівідік            |
| 2007 | Не хвилюйся, у мене все гаразд         | Je vais bien, ne t'en fais pas             | Філіпп Ліоре та Олів'є Адам                           |
| 2007 | Агент 117: Каїр — шпигунське гніздо    | OSS 117: Le Caire, nid d'espions           | Жан-Франсуа Алін та Мішель Азанавічус                 |
| 2007 | Серця                                  | Cœurs                                      | Жан-Мішель Рібе                                       |
| 2007 | Не кажи нікому                         | Ne le dis à personne                       | Гійом Кане та Філіпп Лефевр                           |
| 2008 | ★Персеполіс                            | Persepolis                                 | Венсан Паронно та Маржан Сатрапі                      |
| 2008 | Дорога́                                 | Darling                                    | Крістін Кар'єр                                        |
| 2008 | Скафандр і метелик                     | Le scaphandre et le papillon               | Рональд Гарвуд                                        |
| 2008 | Просто разом                           | Ensemble, c'est tout                       | Клод Беррі                                            |
| 2008 | Сімейна таємниця                       | Un secret                                  | Наталі Картер та Клод Міллер                          |
| 2009 | ★Клас                                  | Entre les murs                             | Франсуа Беґодо, Робен Кампійо та Лоран Канте          |
| 2009 | Очаровашка                             | La belle personne                          | Крістоф Оноре та Жиль Торан                           |
| 2009 | Злочини — це наш бізнес                | Le crime est notre affaire                 | Франсуа Кавільолі та Паскаль Тома                     |
| 2009 | Два дні до вбивства                    | Deux jours à tuer                          | Ерік Ассус, Жером Божур, Жан Бекер та Франсуа д'Епену |
| 2009 | Ворог держави № 1: частини 1 та 2      | L'instinct de mort and L'ennemi public n°1 | Абдель Рауф Дафрі та Жан-Франсуа Рише                 |

### 2010-і
| Рік  | Українська назва                     | Оригінальна назва                    | Автори                                                                                      |
| ---- | ------------------------------------ | ------------------------------------ | ------------------------------------------------------------------------------------------- |
| 2010 | ★Мадемуазель Шамбон                  | Mademoiselle Chambon                 | Стефан Брізе та Флоренс Віньон                                                              |
| 2010 | Коко до Шанель                       | Coco avant Chanel                    | Анн Фонтен та Каміль Фонтейн                                                                |
| 2010 | Відхожа чарка                        | Le Dernier pour la route             | Філіпп Годо та Аньєс де Сасі                                                                |
| 2010 | Маленький Ніколя                     | Le Petit Nicolas                     | Лоран Тірар та Грегорі Віньєрон                                                             |
| 2010 | Дикі трави                           | Les Herbes folles                    | Лоран Ербьє                                                                                 |
| 2011 | ★Примара                             | The Ghost Writer                     | Роберт Гарріс та Роман Полянський                                                           |
| 2011 | Дерево                               | L'Arbre                              | Джулі Бертучеллі                                                                            |
| 2011 | Принцеса де Монпансьє                | La Princesse de Montpensier          | Жан Космо, Франсуа-Олів'є Руссо та Бертран Таверньє                                         |
| 2011 | Людина, яка хотіла залишатися собою  | L'Homme qui voulait vivre sa vie     | Ерік Лартіґо та Лоран де Бартійя                                                            |
| 2011 | Відчайдушна домогосподарка           | Potiche                              | Франзуа Озон                                                                                |
| 2012 | ★Різанина                            | Carnage                              | Роман Полянський та Ясміна Реза                                                             |
| 2012 | Ніжність                             | La délicatesse                       | Давид Фонкінос                                                                              |
| 2012 | Передбачувані винні                  | Présumé coupable                     | Vincent Garenq                                                                              |
| 2012 | Омар мене убити                      | Omar m'a tuer                        | Олів'є Ґорс, Рошді Зем, Рашид Бушареб та Олів'є Лорель                                      |
| 2012 | Порядок та мораль                    | L'Ordre et la Morale                 | Матьє Кассовіц, П'єр Геллер та Бенуа Жобер                                                  |
| 2013 | ★Іржа та кістка                      | De rouille et d'os                   | Жак Одіар та Тома Бідеґен                                                                   |
| 2013 | 38 свідків                           | 38 témoins                           | Люка Бельво                                                                                 |
| 2013 | Ім'я                                 | Le prénom                            | Матьє Делапорт та Александр де Ла Пательєр                                                  |
| 2013 | У будинку                            | Dans la maison                       | Франсуа Озон                                                                                |
| 2013 | Прощавай, моя королево               | Les Adieux à la reine                | Жиль Торан та Бенуа Жако                                                                    |
| 2014 | ★Я, знову я та мама                  | Les Garçons et Guillaume, à table !  | Гійом Гальєнн                                                                               |
| 2014 | Набережна Орсе                       | Quai d'Orsay                         | Антонін Бодрі, Крістоф Блейн та Бертран Таверньє                                            |
| 2014 | Джиммі Пікар                         | Jimmy P.                             | Арно Деплешен, Кент Джонс та Джулі Пейр                                                     |
| 2014 | Венера в хутрі                       | La Vénus à la fourrure               | Девід Айвз та Роман Полянський                                                              |
| 2014 | Життя Адель                          | La Vie d'Adèle — Chapitres 1 & 2     | Абделатіф Кешиш та Галія Лакруа                                                             |
| 2015 | ★Дипломатія                          | Diplomatie                           | Сиріль Желі, Фолькер Шльондорф                                                              |
| 2015 | Синя кімната                         | La Chambre bleue                     | Матьє Амальрік, Стефан Клео                                                                 |
| 2015 | Лулу, гола жінка                     | Lulu femme nue                       | Сольвейґ Анспах, Жан-Люк Гаже                                                               |
| 2015 | Не в його стилі                      | Pas son genre                        | Люка Бельво                                                                                 |
| 2015 | Наступного разу я стрілятиму у серце | La Prochaine fois je viserai le cœur | Седрік Анже                                                                                 |
| 2016 | ★Фатіма                              | Fatima                               | Філіпп Фокон                                                                                |
| 2016 | «Справа СК1»                         | L'Affaire SK1                        | Давид Ельгоффен, Фридерик Телльє                                                            |
| 2016 | «Асфальт»                            | Asphalte                             | Самюель Беншетрі                                                                            |
| 2016 | «Справедливість або хаос»            | L'Enquête                            | Венсан Гаренк, Стефані Кабель                                                               |
| 2016 | «Щоденник покоївки»                  | Journal d'une femme de chambre       | Гелен Зіммер, Бенуа Жако                                                                    |
| 2017 | ★ «Життя Кабачка»                    | Ma vie de Courgette                  | Селін Ск'ямма                                                                               |
| 2017 | «Вона»                               | Elle                                 | Девід Бірк                                                                                  |
| 2017 | «Донька Бреста»                      | La Fille de Brest                    | Северін Бошем та Еммануель Берко                                                            |
| 2017 | «Ілюзія кохання»                     | Mal de pierres                       | Ніколь Гарсія та Жак Ф'єскі                                                                 |
| 2017 | «Лагодити живих»                     | Réparer les vivants                  | Катель Кілевере та Жиль Торо                                                                |
| 2017 | «Франц»                              | Frantz                               | Франсуа Озон та Філіпп П'яццо                                                               |
| 2018 | ★ «До побачення там, нагорі»         | Au revoir là-haut                    | Альбер Дюпонтель та П'єр Леметр (адаптація роману «До побачення там, нагорі» П'єра Леметра) |
| 2018 | «Молодий Годар»                      | Le Redoutable                        | Мішель Азанавічус, за автобіографією «Рік по тому» Анни Вяземські                           |
| 2018 | «Обіцянка на світанку»               | La Promesse de l'aube                | Ерік Барб'є та Марі Ейнар, адаптація роману «Обіцянка на світанку» Ромена Гарі              |
| 2018 | «Пацієнти»                           | Patients                             | Гран Кор Маляд та Фадетт Друар, за книгою «Пацієнти» Гран Кор Маляда                        |
| 2019 | ★ «Лоскоти»                          | Les Chatouilles                      | Андреа Бескон, Ерік Метає                                                                   |
| 2019 | «Біль»                               | La Douleur                           | Еммануель Фінкель                                                                           |
| 2019 | «Брати Сістерс»                      | Les Frères Sisters                   | Жак Одіар та Тома Бідеґен                                                                   |
| 2019 | «Мадемуазель де Жонк'єр»             | Mademoiselle de Joncquières          | Еммануель Муре                                                                              |
| 2019 | «Неможливе кохання»                  | Un amour impossible                  | Катрін Корсіні та Лоретт Полмансс                                                           |